# Neturej karta

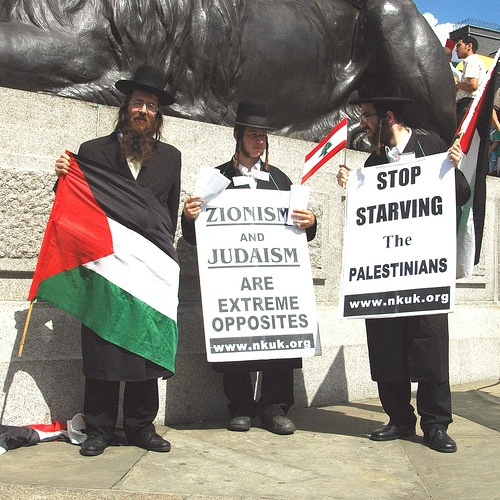
Příslušníci hnutí Neturej karta na demonstraci v Londýně 30. června 2006

Neturej karta (aramejsky: נטורי קרתא‎, Strážci města), též Chevrat ha-chajim, je skupina antisionistických ortodoxních židů, kteří nahlížejí na ustavení světského státu v zemi izraelské jako na hřích a odmítnutí Boha. Neuznávají proto Stát Izrael, který může být podle nich založen pouze Mesiášem. Jejich jméno je odvozeno z pasáže v Jeruzalémském talmudu, kde se píše, že náboženští a zbožní učitelé jsou strážci a obránci města.

## Původ a vznik hnutí
Většina příslušníků hnutí jsou potomky členů tzv. „starého jišuvu“ (tj. ortodoxní židovské komunity žijící v Izraeli a Jeruzalémě před 20. stoletím), ale v průběhu uplynulých sta let byli také posíleni o některé maďarské imigranty (Ungarin), a po druhé světové válce dokonce i žáky a stoupenci rabína Jo'ela Teitelbauma ze Satmaru. Neturej karta sama o sobě není považována za chasidské hnutí, ale své zvyky a tradice čerpá spíše z nechasidských ortodoxních kruhů. Některé rodiny kladou svůj původ až k žákům Ga'ona z Vilna, kteří se usídlili v Izraeli v 18. století.
Neturej karta se odštěpila od seskupení Agudat Jisra'el v r. 1935, když se Agudat Jisra'el pokusila potlačit extrémní požadavky na nezávislost ultraortodoxní jeruzalémské komunity od komunity sionistické a nadále spolupracovat (byť rezervovaně) se sionistickou organizací. Skupina nejprve přijala jméno Chevrat ha-chajim, podle rabína Josefa Chajima Sonnenfelda. Zaměřila se na vytvoření kruhu „zbaveného vlivů moderního světa a jeho chybného názoru“[zdroj?], a podmínkou pro členství bylo „vzdělávat děti (syny a dcery) v tradiční židovské výchově, bez jakékoliv změny.“[zdroj?] Tento poslední dodatek je namířen proti Agudat Jisra'el a dívčím školám, kde se učí v hebrejštině.
Jméno Neturej karta pak bylo poprvé použito v roce 1938 skupinou mladíků, včetně členů Chevrat ha-chajim, kteří se násilně stavěli proti vybírání tzv. dobrovolné daně na obranu, kofer ha-jišuv.

## 2. světová válka a vznik Izraele
Během 2. světové války přešla Neturej Karta do opozice proti Agudat Jisra'el, když tato začala úzce spolupracovat s židovskou komunitou a Židovskou agenturou a útočila na ní v novinách ha-Choma, které se objevily v r. 1944. V roce 1945, při volbách do výboru ultraortodoxní komunity (Va'ad ha-eda ha-charedit) převzala Neturej karta a její sympatizanti kontrolu. Během Války za nezávislost v roce 1948 se Neturej karta postavila proti vytvoření židovského státu a izraelské kontrole nad Jeruzalémem a pokoušela se dosáhnout mezinárodního statutu města.

## Současnost
Postoj k Izraeli po jeho vzniku nebyl mezi členy hnutí zcela jednotný. Někteří dávali a dávají přednost pouhé ignoranci státu jako takového. Ti nejpřesvědčenější členové odmítali a odmítají přijmout izraelský občanský průkaz, uznat kompetenci izraelských soudů a volit v komunálních a všeobecných volbách a jako platidlo používají americké dolary namísto šekelů. Pod vedením rabína Amrama Blaua se skupina radikalizovala a z pasivní rezistence, kterou preferuje většina nesionistických ultraortodoxních komunit, přešla do protiútoku a od té doby otevřeně požaduje zrušení státu Izrael a udržuje styky s režimy vůči Izraeli nepřátelskými. Před šestidenní válkou v r. 1967 uvažovala Neturej karta dokonce o přesídlení do Jordánskem kontrolovaného východního Jeruzaléma.
V r. 1966 se Neturej karta rozštěpila kvůli sňatku Amrama Blaua s konvertitkou Rut Ben-David. Rut Blau po smrti svého manžela v r 1974 nadále vedla odštěpeneckou větev hnutí a navázala styky s ajatolláhem Chomejním.
V současnosti je Neturej karta rozdělená na izraelskou a americkou větev a také na větší, umírněnější část, vedenou rabínem Reuvenem Katzenellenbogenem, která deklaruje, že se snaží o zánik Izraele pokojnou cestou. Menší, radikální část otevřeně podporuje organizace jako Hamas, Fatáh nebo Hizballáh. Cílem hnutí je vytvořit palestinský stát na území Izraele a Palestinské samosprávy, kde by židé žili jako náboženská komunita. V Izraeli a na územích palestinské samosprávy je vůdcem této radikální skupiny rabín Moše Hirsch, který měl symbolickou funkci ministra pro židovské záležitosti ve vládě Jásira Arafata. V USA v New Yorku je vůdcem radikální odnože rabín Yisroel Dovid Weiss.
Členové Neturej karta čerpají prostředky na živobytí většinou z drobného obchodu a darů ze zahraničí. Část prostředků také plyne podle některých neověřených zpráv od Palestinské autonomie nebo Íránu. Malá skupinka je i ve Velké Británii, kde vydávají periodikum Comment, a ve Vídni, kde je jejich vůdcem Mojše Arje Friedman.

## Vztah ostatních ortodoxních komunit k Neturej Karta
Ačkoli čítají pouze pár tuctů rodin koncentrovaných v Me'a Še'arim v Jeruzalémě a v Bnej Brak, dosáhli určité podpory v širších ortodoxních kruzích tím, že pravidelně vyvolávají náboženské nepokoje, kupříkladu proti znesvěcování šabatu nebo společnému koupání mužů a žen.
Většina ortodoxních i ultraortodoxních komunit některé aktivity Neturej karty odsuzuje, neboť podle nich je spolčování se s nepřítelem židovského národa nepřípustné i za předpokladu opozice vůči sionismu. Nejvíce kritizováni byli právě představitelé americké větve Moše Ber Beck a Jisroel Dovid Weiss, kteří se modlili za Jásira Arafata a vedli delegaci Neturej karta na konferenci o holocaustu pořádanou íránským prezidentem Mahmúdem Ahmadínežádem v prosinci roku 2006. Tyto aktivity byly odsouzeny i rabínem Katzenellenbogenem jako odporující ideálům a cílům hnutí Neturej karta. Zároveň byli účastníci konference odsouzeni představiteli Eda charedit i satmarských chasidů. Vrchní ortodoxní rabinát v Izraeli uvalil na židovské účastníky íránské konference klatbu.[zdroj⁠?!]